# Grand Prix automobile de Montréal
Pour les articles homonymes, voir Grand Prix de Montréal.

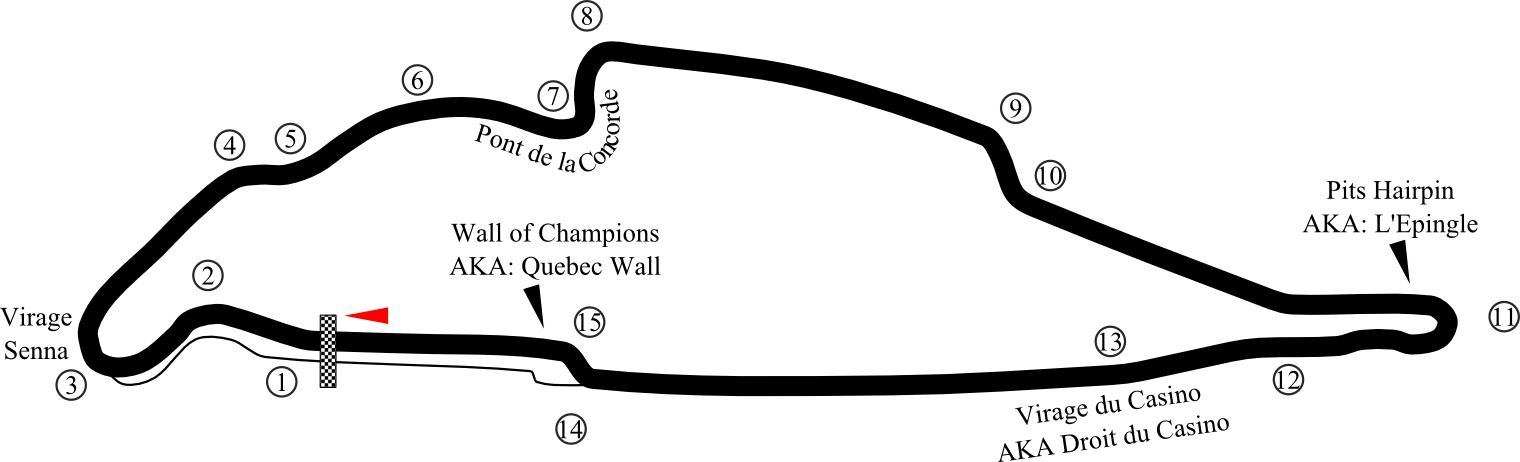
Le circuit Gilles Villeneuve sur lequel se déroule le Grand Prix à partir de 2002

Le Grand Prix automobile de Montréal était une manche du championnat Champ Car. Il s'est disputé de 1984 à 1986 sur l'ovale de Sanair, puis de 2002 à 2006 sur le circuit Gilles-Villeneuve de Montréal. 
Le Grand Prix de Montréal ne doit pas être confondu avec le Grand Prix du Canada, organisé sur le même circuit, et qui est une épreuve du championnat du monde de Formule 1.
Remporté par le Français Sébastien Bourdais, l'édition de 2006 du GP de Montréal restera la dernière. En lieu et place du Champ Car, le circuit Gilles-Villeneuve accueille depuis 2007 une course de NASCAR Busch Series. Au calendrier du Champ Car, l'épreuve de Montréal fut remplacée par une course disputée sur le circuit du Mont-Tremblant (GP de Mont-Tremblant).

## Noms officiels
Les différents noms officiels du Grand Prix automobile de Montréal au fil des éditions :
- 1984 : Molson Indy
- 1985 : Molson Indy 300
- 1986 : Molson Indy Montréal
- 2002-2005 : Molson Indy Montréal
- 2006 : Molson Grand Prix of Montréal

## Palmarès
| Année     | Vainqueur           | Voiture            | Championnat            | Résultats     |
| --------- | ------------------- | ------------------ | ---------------------- | ------------- |
| 1984      | Danny Sullivan      | Lola-Cosworth      | CART World Series      | Résultats     |
| 1985      | Johnny Rutherford   | March-Cosworth     | CART World Series      | Résultats     |
| 1986      | Bobby Rahal         | March-Cosworth     | CART World Series      | Résultats     |
| 1987-2001 | Pas de course       | Pas de course      | Pas de course          | Pas de course |
| 2002      | Dario Franchitti    | Lola-Honda         | CART World Series      | Résultats     |
| 2003      | Michel Jourdain Jr. | Lola-Ford/Cosworth | CART World Series      | Résultats     |
| 2004      | Bruno Junqueira     | Lola Ford/Cosworth | Champ Car World Series | Résultats     |
| 2005      | Oriol Servia        | Lola-Ford/Cosworth | Champ Car World Series | Résultats     |
| 2006      | Sébastien Bourdais  | Lola-Ford/Cosworth | Champ Car World Series | Résultats     |